# Rudelsdorf (Waldheim)

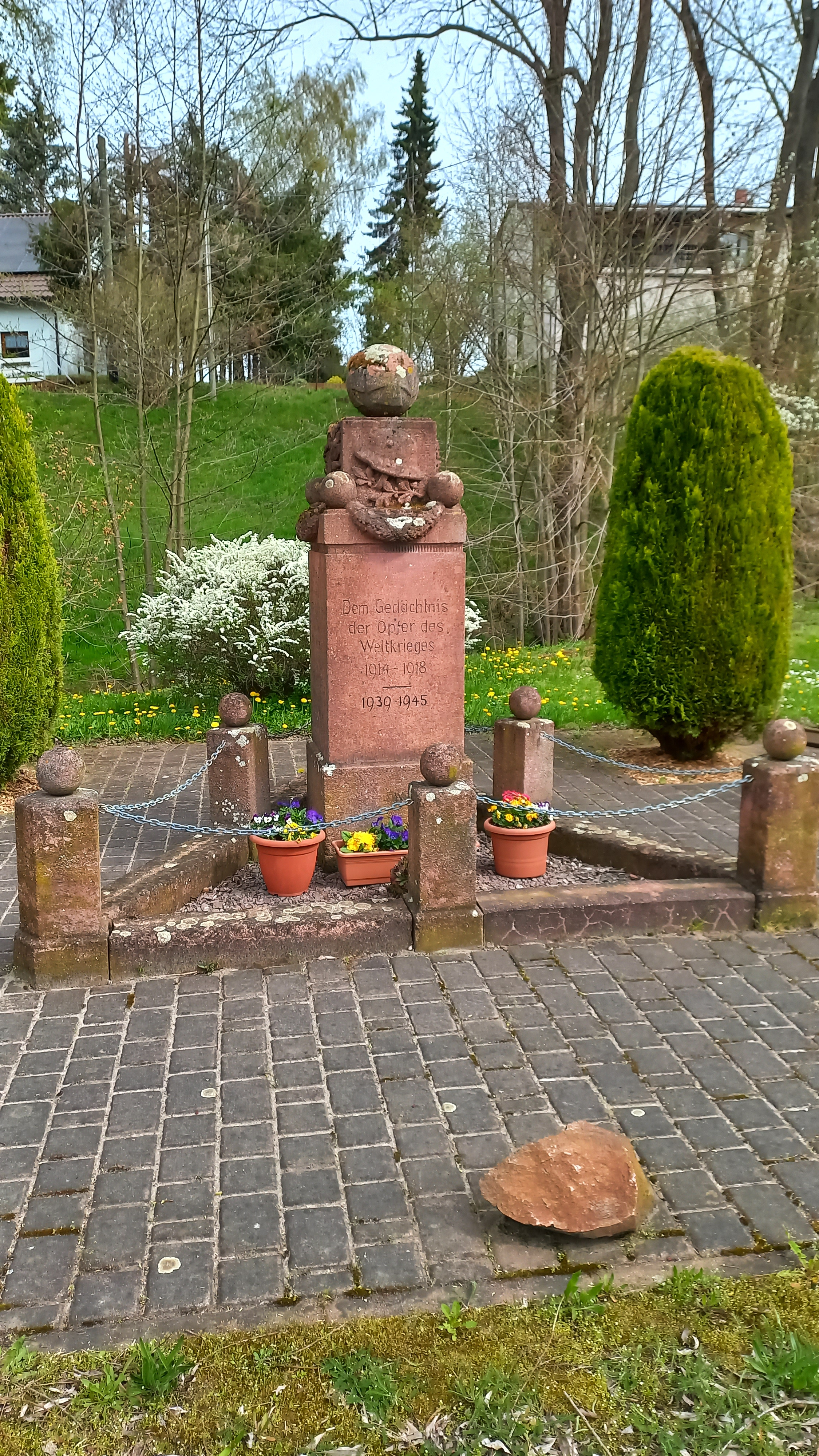
Kriegerdenkmal Rudelsdorf

Rudelsdorf ist ein Ortsteil der Ortschaft Knobelsdorf in der Stadt Waldheim im sächsischen Landkreis Mittelsachsen.

## Lage

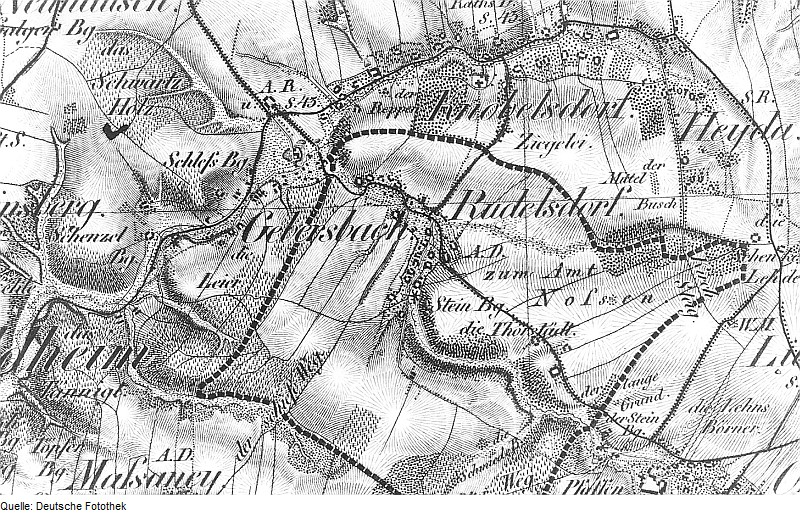
Karte von 1843: Rudelsdorf mittig südlich von Gebersbach und Knobelsdorf

Das Reihen- bzw. Straßendorf Rudelsdorf liegt rund 3 km nordöstlich von Waldheim ziemlich genau im Dreieck Chemnitz-Dresden-Leipzig. Döbeln liegt zirka 5 km nordöstlich. Direkt an das Dorf grenzt im Norden Gebersbach und ebenfalls nordöstlich Knobelsdorf. Das Dorf auf rund 278 m liegt am Eulitzbach.

## Geschichte
Die Geschichte Rudelsdorfs geht wenigstens auf die Ersterwähnung des Ortes im Jahre 1350 zurück. Damals wurde der Ort als Rudilstorf, Rudilsdorf bezeichnet. Spätere Nennungen sind Rudilstorf, Rudilsdorf (LBFS 52), Ticzko de Rudolsdorf (1352), Rudilstorf (1378) und Rudelsdorf (1554). Der Ort ist seit jeher nach Knobelsdorf gepfarrt. Entsprechend seiner Lage gehörte es zum castrum Döbeln, dem Amt Döbeln, dem Amt Nossen, dem Gerichtsamt Waldheim und erneut der Amtshauptmannschaft bzw. dem Landkreis Döbeln, bis dieser 2008 im heutigen Kreis aufging.
Die einst selbständige Landgemeinde wurde 1961 nach Gebersbach eingemeindet, das 1970 in der Gemeinde Gebersbach-Knobelsdorf aufging. Letztere wurde 1994 zur Gemeinde Ziegra-Knobelsdorf zusammengeschlossen, die 2013 aufgeteilt wurde. Seither gehört der Ort zu Waldheim. Auf der Internetseite der Stadt Waldheim finden sich Stand März 2024 keine Informationen zu Rudelsdorf.
| Jahr      | 1551                           | 1764                         | 1834 | 1871 | 1890 | 1910 | 1925 | 1939 | 1946 | 1950 |
| --------- | ------------------------------ | ---------------------------- | ---- | ---- | ---- | ---- | ---- | ---- | ---- | ---- |
| Einwohner | 27 besessene Mann, 55 Inwohner | 26 besessene Mann, 6 Häusler | 250  | 261  | 248  | 254  | 264  | 217  | 316  | 278  |

1925 waren 259 Einwohner Lutheraner, vier waren Katholiken und eine Person war andersgläubig.

## Belege
1. 1 2  Rudelsdorf – HOV | ISGV. Abgerufen am 25. März 2024.